# Kunihisa Sugishima
Kunihisa Sugishima (杉島邦久 Sugishima Kunihisa?) es un director de anime japonés.

## Carrera
Sugishima comenzó su carrera en Sunrise en la década de 1980, habiendo trabajado como productor de escenarios para los episodios 1 a 18 para los episodios 1 a 18 de Heavy Metal L-Gaim, así como director y guionista de otros episodios. Otro trabajo importante al comienzo de su carrera fue su participación en la serie Gundam; Dirigió varios episodios de Mobile Suit Zeta Gundam y Mobile Suit Gundam ZZ. Su primer trabajo como director principal fue en 1994 cuando dirigió en Sunrise un especial de un solo episodio titulado Shinizokonai Kakarichō. Sus trabajos posteriores no fueron en Sunrise; dirigió Gokudo (1999) en Trans Arts, Yu-Gi-Oh! Duel Monsters (2000–2004) en Gallop, y Speed Grapher (2005) en Gonzo. Para esta última compañía también dirigió la OVA Strike Witches en 2007. Después de dirigir Nabari no Ō en J.C.Staff en 2008, dirigió cuatro series de televisión relacionadas con Beyblade y una película en Tatsunoko Productions y SynergySP entre 2009 y 2012. Regresó a trabajar para Sunrise, donde fue director de dos animes de Battle Spirits; Burning Soul (2015) y Double Drive (2016).

## Trabajos

### Series de televisión
Destaca papeles con funciones de dirección de series.
| Año  | Título                                                                                               | Director(es)                      | Estudio                     | Funciones | Refs.  |
| ---- | --- | --------------------------------- | --------------------------- | --- | ------ |
| 1985 | Mobile Suit Zeta Gundam                                                                              | Yoshiyuki Tomino                  | Sunrise                     | Guionista gráfico (#5, 9, 13, 18, 23, 29, 36, 41, 46) Director de unidad (#5, 9, 13, 18, 23, 29, 36, 41, 46)                                                        | [ 13 ] |
| 1986 | Mobile Suit Gundam ZZ                                                                                | Yoshiyuki Tomino                  | Sunrise                     | Guionista gráfico (#3, 7, 12, 18, 27, 32, 38, 44, 47) Director de unidad (#2, 7, 12, 17, 22, 27, 32, 41, 47)                                                        | [ 14 ] |
| 1988 | Oishinbo                                                                                             | Yoshio Takeuchi                   | Shin-Ei Animation           | Director de episodios (#1, 8, 14, 19, 25, 29, 33, 36, 41, 47, 49-51, 57, 59, 64, 68) Guionista gráfico (#14, 19, 25, 29, 33, 36, 41, 47, 49-51, 57, 59, 64, 68, 72) | [ 15 ] |
| 1993 | Mobile Suit Victory Gundam                                                                           | Yoshiyuki Tomino                  | Sunrise                     | Guionista gráfico (#28) | [ 16 ] |
| 1995 | Juusenshi Gulkeeva                                                                                   | Masamitsu Hidaka                  | Sunrise                     | Guionista gráfico (#7, 19) | [ 17 ] |
| 1995 | Nurse Angel Ririka SOS                                                                               | Akitarō Daichi                    | Gallop                      | Director de episodios (#6, 13, 21, 30) Guionista gráfico (#6, 13, 21, 30)                                                                                           | [ 18 ] |
| 1995 | Bakuretsu Hunters                                                                                    | Kōichi Mashimo                    | Xebec                       | Director de episodios Guionista gráfico | [ 19 ] |
| 1998 | Lodoss-tō Senki: Eiyū Kishi Den                                                                      | Hitoyuki Matsui                   | AIC                         | Guionista gráfico | [ 20 ] |
| 1998 | Night Walker: Mayonaka no Tantei                                                                     | Kiyotoshi Sasano Yutaka Kagawa    | AIC                         | Guionista gráfico (#3-4) | [ 21 ] |
| 1999 | Gokudō-kun Man'yūki                                                                                  | Kunihisa Sugishima                | Trans Arts                  | Director de la serie Director de episodio (#26) Guionista gráfico (#1, 10, 22, 26; OP, ED 1-2)                                                                      | [ 22 ] |
| 1999 | Mugen no Ryvius                                                                                      | Gorō Taniguchi                    | Sunrise                     | Guionista gráfico (#16, 21) Director de unidad (#16, 21) | [ 23 ] |
| 2000 | Yu☆Gi☆Oh! Duel Monsters                                                                              | Kunihisa Sugishima                | Gallop                      | Director Guionista gráfico (#1, 145, 224) Director de unidad (#OP 5, ED 5)                                                                                          | [ 24 ] |
| 2003 | Planetes                                                                                             | Gorō Taniguchi                    | Sunrise                     | Guionista gráfico (#5, 15) | [ 25 ] |
| 2005 | Speed Grapher                                                                                        | Kunihisa Sugishima                | Gonzo                       | Director Guionista gráfico (#1-2, 4-5, 16, 24; OP) | [ 26 ] |
| 2006 | Witchblade                                                                                           | Yoshimitsu Ohashi                 | Gonzo                       | Guionista gráfico (#5) | [ 27 ] |
| 2006 | Zegapain                                                                                             | Masami Shimoda                    | Sunrise                     | Guionista gráfico (#8, 15, 18, 20) | [ 28 ] |
| 2006 | Code Geass: Hangyaku no Lelouch                                                                      | Gorō Taniguchi                    | Sunrise                     | Guionista gráfico (#14, 18, 21, 23) | [ 29 ] |
| 2008 | Nabari no Ō                                                                                          | Kunihisa Sugishima                | J.C.Staff                   | Director Guionista gráfico (#1-2; OP 1, ED 1) | [ 30 ] |
| 2009 | Phantom: Requiem for the Phantom                                                                     | Kōichi Mashimo                    | Bee Train                   | Guionista gráfico (#14) | [ 31 ] |
| 2009 | Metal Fight Beyblade                                                                                 | Kunihisa Sugishima                | Tatsunoko Production        | Director Guionista gráfico | [ 32 ] |
| 2010 | Metal Fight Beyblade: Baku                                                                           | Kunihisa Sugishima                | SynergySP                   | Director | [ 33 ] |
| 2011 | Metal Fight Beyblade 4D                                                                              | Kunihisa Sugishima                | SynergySP                   | Director Guionista gráfico (#6, 14, 21, 37-38, 51-52; OP 1, ED 1)                                                                                                   | [ 34 ] |
| 2012 | Metal Fight Beyblade Zero G                                                                          | Kunihisa Sugishima                | SynergySP                   | Director Composición de la serie Guionista gráfico Creación de la serie                                                                                             | [ 35 ] |
| 2015 | Battle Spirits: Burning Soul                                                                         | Kunihisa Sugishima                | Bandai Namco Pictures       | Director Guionista gráfico (#1-3, 7, 14, 22, 27, 31, 38; OP, ED 1-2)                                                                                                | [ 36 ] |
| 2016 | Battle Spirits: Double Drive                                                                         | Kunihisa Sugishima                | Bandai Namco Pictures       | Director Guionista gráfico (#1, 7, 31, 49, 51; OP) | [ 37 ] |
| 2020 | BanG Dream! 3rd Season                                                                               | Kōdai Kakimoto                    | Sanzigen                    | Guionista gráfico (#5) | [ 38 ] |
| 2020 | Argonavis from BanG Dream!                                                                           | Hiroshi Nishikiori                | Sanzigen                    | Guionista gráfico (#3, 6) | [ 39 ] |
| 2020 | Hachinan tte, Sore wa Nai Deshō!                                                                     | Tatsuo Miura                      | SynergySP Shin-Ei Animation | Guionista gráfico (#3, 9, 12) | [ 40 ] |
| 2020 | Higurashi no Naku Koro ni Gō                                                                         | Keiichiro Kawaguchi               | Passione                    | Guionista gráfico (#5) | [ 41 ] |
| 2021 | Blue Reflection Ray                                                                                  | Risako Yoshida                    | J.C.Staff                   | Guionista gráfico (#2, 6, 11) | [ 42 ] |
| 2021 | Genjitsushugi Yūsha no Ōkoku Saikenki                                                                | Takashi Watanabe                  | J.C.Staff                   | Guionista gráfico (#8, 12) | [ 43 ] |
| 2021 | 100-man no Inochi no Ue ni Ore wa Tatte Iru 2nd Season                                               | Kumiko Habara                     | Maho Film                   | Guionista gráfico (#17, 23) | [ 44 ] |
| 2021 | D_Cide Traumerei the Animation                                                                       | Yoshikazu Kon                     | Sanzigen                    | Guionista gráfico (#7, 11) | [ 45 ] |
| 2021 | Taishō Otome Otogibanashi                                                                            | Jun Hatori                        | SynergySP                   | Guionista gráfico (#2, 4, 6, 9, 11) | [ 46 ] |
| 2022 | Genjitsushugi Yūsha no Ōkoku Saikenki Part 2                                                         | Takashi Watanabe                  | J.C.Staff                   | Guionista gráfico (#2, 5) | [ 47 ] |
| 2022 | Kakkō no Iinazuke                                                                                    | Hiroaki Akagi Yoshiyuki Shirahata | SynergySP Shin-Ei Animation | Guionista gráfico (#2, 9, 12, 19, 22) | [ 48 ] |
| 2022 | Shin Ikki Tōsen                                                                                      | Rion Kujō                         | Arms                        | Guionista gráfico (#1) | [ 49 ] |
| 2022 | Akuyaku Reijō Nanode Rasubosu o Katte Mimashita                                                      | Kumiko Habara                     | Maho Film                   | Guionista gráfico (#4, 8, 10) | [ 50 ] |
| 2023 | Kami-tachi ni Hirowareta Otoko Season 2                                                              | Takeyuki Yanase                   | Maho Film                   | Guionista gráfico (#7, 10) | [ 51 ] |
| 2023 | Mononogatari                                                                                         | Ryūichi Kimura                    | Bandai Namco Pictures       | Guionista gráfico (#4, 6, 8) | [ 52 ] |
| 2023 | Seiken Gakuin no Makentsukai                                                                         | Hiroyuki Morita                   | J.C.Staff                   | Guionista gráfico (#8, 12) | [ 53 ] |
| 2023 | Mononogatari 2nd Season                                                                              | Ryūichi Kimura                    | Bandai Namco Pictures       | Guionista gráfico (#1, 5, 9, 12) | [ 54 ] |
| 2024 | Kyūjitsu no Warumono-san                                                                             | Yoshinori Odaka                   | SynergySP Shin-Ei Animation | Guionista gráfico (#1) | [ 55 ] |
| 2024 | Loop 7-kaime no Akuyaku Reijō wa, Moto Tekikoku de Jiyū Kimama na Hanayome Seikatsu wo Mankitsu Suru | Kazuya Iwata                      | Studio Kai HORNETS          | Guionista gráfico (#5, 7, 9, 12) | [ 56 ] |
| 2025 | A-Rank Party o Ridatsu Shita Ore wa, Moto Oshiego-tachi to Meikyū Shinbu o Mezasu.                   | Katsumi Ono                       | Bandai Namco Pictures       | Guionista gráfico (#21) | [ 57 ] |
| 2025 | Slime Taoshite 300-nen, Shiranai Uchi ni Level Max ni Nattemashita: Sono Ni                          | Kunihisa Sugishima                | Teddy                       | Director | [ 58 ] |

### ONAs
| Año  | Título         | Director(es)                  | Estudio                  | Funciones              | Refs.  |
| ---- | -------------- | ----------------------------- | ------------------------ | ---------------------- | ------ |
| 2019 | Cannon Busters | LeSean Thomas Takahiro Natori | Satelight Yumeta Company | Guionista gráfico (#7) | [ 59 ] |

### OVAs
Destaca papeles con funciones de dirección de series.
| Año  | Título             | Director(es)       | Estudio     | Funciones                                                             | Refs.  |
| ---- | ------------------ | ------------------ | ----------- | --------------------------------------------------------------------- | ------ |
| 1998 | Tekken             | Kunihisa Sugishima | Studio Deen | Director Coordinación Guionista gráfico (#1-2)                        | [ 60 ] |
| 2007 | Strike Witches OVA | Kunihisa Sugishima | Gonzo       | Director Composición de la serie Guionista gráfico Director de unidad | [ 61 ] |